# Stephen Perkins
Stephen Andrew Perkins (13 de septiembre de 1967) es un músico y compositor estadounidense. Es el baterista de Jane's Addiction, Porno For Pyros, Infectious Grooves y Hellflower, bandas con las que vendió millones de discos en todo el mundo. Según LA Weekly, está entre los 5 mejores bateristas de la historia. Recibió múltiples discos de oro y de platino, y fue nominado a premios como los Grammy, MTV Awards y NME Awards.
Es parte de la formación clásica de Jane's Addiction, junto a Perry Farrell, Dave Navarro y Eric Avery. Participó en todos los discos del grupo. 
Luego de la primera disolución de Jane's Addiction, Perkins formó el grupo Porno For Pyros junto a Perry Farrell. También tiene un proyecto solista llamado Banyan, y en 1990 fue parte de Lil' Pit, con Mike Watt. Colaboró con Rage Against the Machine, Red Hot Chili Peppers, y Nine Inch Nails, entre muchos otros. Participó de más de 150 discos.

## Biografía
Stephen Perkins asistió al colegio Notre Dame High School en Sherman Oaks, California. Según los comentarios de Perry Farrell en un show de Jane's Addiction en Tel Aviv el 1 de septiembre de 2011, Perkins (cuyo nombre hebreo is Shlomo) celebró su bar mitzvah el 31 de agosto de 1980[cita requerida]. Al día siguiente recibió su primera batería, con lo cual en 2019 cumplió casi cuatro décadas tocando.

## Discografía
Jane's Addiction
- 1987 Jane's Addiction
- 1988 Nothing's Shocking
- 1990 Ritual de lo Habitual
- 1991 Live and Rare
- 1997 Kettle Whistle
- 2003 Strays
- 2006 Up from the Catacombs
- 2009 A Cabinet of Curiosities (Box set)
- 2011 The Great Escape Artist
- 2013 Live in NYC
- 2017 Alive at Twenty Five: Ritual de lo Habitual

Infectious Grooves
- 1991 The Plague That Makes Your Booty Move...It's the Infectious Grooves

Porno for Pyros
- 1993 Porno for Pyros
- 1996 Good God's Urge

Nine Inch Nails
- 1994 The Downward Spiral Drum performance for "I Do Not Want This"

Banyan
- 1997 Banyan
- 1999 Anytime at All
- 2004 Live at Perkins' Palace

Perry Farrell
- 1999 Rev

The Panic Channel
- 2006 (ONe)

Hellflower
- 2010 Us You